# الإرهاب في السعودية
الإرهاب في المملكة العربية السعودية. هو الإرهاب الذي يستعمل من قبل المقاتلين المنتمين لتنظيم القاعدة الذين ينسبون أنفسهم للإسلام لأهداف سياسية واجتماعية ومادية وكمهاجمة الحكومة السعودية وقوات الأمن لأنها تقف ضدهم وتحرض عليهم. وقعت الهجمات المعادية للغرب في المملكة العربية السعودية ويعود تاريخها إلى العام 1995. ولقد اشتركت في مكافحة الإرهاب بالمملكة أربع جهات هي: (وزارة الدفاع) و (وزارة الداخلية) و (الحرس الوطني) و (رئاسة الاستخبارات العامة)، وتعتبر الفترة الممتدة من 2003 إلى 2006 هي الأعنف والأكثر دموية في الصراع.
وظلت السعودية تُكافح تمويل الجماعات الإرهابية، وتفرض الأنظمة الأمنية لقطع سبل ممارسة أنشطتها الدموية على اعتبار المملكة قائد التحالف الإسلامي لمكافحة الإرهاب، حتى أعلنت في يناير 2019 فرضها الرقابة على 12 نشاطًا ماليًا تُستغل في الخفاء لدعم الجماعات الإرهابية بالأموال، مثل: الأنشطة الخيرية، والخدمات التي تُقدم في قطاعات الإقراض والتمويل، إضافةً إلى القطاعات المصرفية وما يتبعها من حوالات مالية وإصدار البطاقات الائتمانية واستبدال العملات الأجنبية. وقد انضمت السعودية يوم الجمعة 21 يونيو 2019 إلى منظمة مجموعة العمل المالي كأول دولة عربية؛ نظير جهودها في محاربة تمويل الإرهاب.

## الخلفية
أرسل الجيش الأمريكي قواته إلى المملكة العربية السعودية في العام 1990 بعدما غزا صدام حسين الكويت. وقادت الولايات المتحدة تحالفا ضد العراق في حرب الخليج عام 1991. بعد انتهاء الحرب بعدة سنوات انتقلت معظم قواتها من السعودية إلى قواعد أخرى في قطر عام 2003 بعد عدة هجمات ضدهم.
بعد هجمات 11 سبتمبر 2001، كانت هناك ضغوط دولية على الحكومة السعودية لاتخاذ إجراءات صارمة ضد المتطرفين الذين ينفذون أعمالا معادية للولايات المتحدة، ومراقبة الخطابة في المساجد السعودية. زادت هذه الإجراءات بعد الكشف عن 15 من الخاطفين من أصل 19 كانوا من المملكة العربية السعودية. وتعهد المسؤولون السعوديون ببذل الجهود للقضاء على هؤلاء المتطرفين حسب قولهم.

### البدايات
في 3 فبراير 1991 حصل إطلاق نار على حافلة كانت تقل أمريكيين في مدينة جدة وتسبب الهجوم في إصابة 3 أمريكيين وسعودي، وأعلن الأمن السعودي القبض على منفذي الهجوم، وفي 28 مارس 1991 أطلق شخص في مدينة الجبيل - تقع في الساحل السعودي الشرقي - النار على جنود المارينز الأمريكيين نتج عنه إصابة ثلاثة منهم. لكنها كانت كما يبدو عمليات عشوائية فردية لم يتم التخطيط لها بشكل جيد، ولم تحقق أهدافها بدقة، على عكس تفجير العليا في مدينة الرياض عام 1995 الذي أصاب الهدف ونجح باستهداف الحرس الوطني السعودي.

## الجدول الزمني
- نوفمبر 1995 :

انفجار مكاتب البعثة العسكرية الأمريكية في الرياض والذي أسفر عن مقتل خمسة أمريكيين وهنديين وجرح 60 آخرين.
- 25 يونيو 1996 :

انفجار مدينة الخبر شرق السعودية والذي تسبب في مقتل 19 أمريكيا وجرح 386 شخصا من بينهم 17 سعوديا و118 بنغاليا و109 أمريكيين وأربعة مصريين وأردنيين، واعتبر ثاني أكبر عمل عسكري تتعرض له الولايات المتحدة في الشرق الأوسط بعد تفجيرات بيروت 1983 التي قتل فيها 241 جنديا أمريكيًا.
- الجمعة الموافق 17/11/2000 :

قتل بريطاني وأصيبت زوجته بجروح حين انفجرت سيارتهما في الرياض، وكانت الأنباء قد تضاربت حول مصير ثلاثة غربيين استهدفهم انفجار وقع ظهرا وسط الرياض.
وأكدت أنباء إخلاء مبنيين واقعين على شارع العليا حيث وقع الانفجار، وبدأت عمليات بحث وتفتيش مكثفة، كما فرض طوق أمني على الشوارع المجاورة والبدء بجمع الحطام.
- الأربعاء الموافق 22/11/2000 :

أعلنت الشرطة السعودية أن سيارة انفجرت في الرياض مما أدى إلى إصابة ثلاثة بريطانيين بجروح، في ثاني حادث من نوعه يستهدف بريطانيين خلال أقل من أسبوع.
وقال مدير شرطة منطقة الرياض في بيان له إن الانفجار وقع في شارع الملك عبد العزيز بحي السليمانية، وإن ركاب السيارة الثلاثة وهم: رجلان وامرأة، يعملون في شركة سعودية، وقد أصيب اثنان منهم بجروح طفيفة بينما أصيب الثالث في قدمه.
- تفجيرات الخبر 15 ديسمبر 2000 :

هي الأحداث التي وقعت في مدينة الخبر ابتداء من 15 ديسمبر (كانون الأول) 2000، وأسواق اليورومارشيه في 10 يناير (كانون الثاني) 2001، ومكتبة جرير في 15 مارس (آذار) 2001
- الأربعاء الموافق 10/1/2001 :

ذكر مصدر أمني سعودي مسؤول أن انفجارا وقع في مركز تجاري وسط الرياض، لكن المصدر قلل من أهمية الانفجار، وأكد أنه لم يؤد إلى وقوع إصابات أو إحداث أضرار.
- الاثنين الموافق 5/2/2001:

أعلنت السلطات الأمنية عن اعتقال ثلاثة أجانب لمسؤوليتهم عن التفجيرات التي وقعت في المملكة في نوفمبر وقتل فيها شخص واحد وجرح آخرون.
والمعتقلون الثلاثة هم: البريطاني الكسندر ميتشيل ويعمل فنيا بقسم التخدير في مستشفى قوى الأمن الداخلي السعودي، والكندي وليام سامبسون ويعمل مستشارا للتسويق في صندوق التنمية الصناعي السعودي، والبلجيكي راف سكيفنز ويعمل في مستشفى الملك فهد.
- 2001 (مارس/آذار):

اعتقال العديد من الموظفين البريطانيين في الرياض بعد سلسلة من التفجيرات التي شهدتها المملكة وقضى فيها مواطن بريطاني وآخر أمريكي.
- 2001 (ديسمبر/كانون الأول):

الملك فهد يدعو إلى استئصال الإرهاب، قائلا إنه محرَّم في الإسلام.
- 2002 (فبراير/شباط):

اعتقال البريطاني رون جونز في الرياض على خلفية تفجيرات شهر مارس/آذار لعام 2001، والرجل يقول إن السلطات السعودية عذبته وأرغمته على الإدلاء باعترافات. لكن جونز يُطلق سراحه بعد السماح له بسحب اعترافاته السابقة.
- الخميس الموافق 20/6/2002 :

قتل بريطاني في انفجار سيارته بالعاصمة الرياض. ونقل عن مدير شرطة منطقة الرياض أنه يشتبه في أن يكون وجود عبوة ناسفة داخل السيارة سبب الانفجار الذي وقع حوالي الساعة 45ر8 صباحا بالتوقيت المحلي (45ر5 بتوقيت غرينتش). وأضاف مدير الشرطة أن البريطاني يدعى سايمون جون فينس وهو يعمل في البنك السعودي الفرنسي.
- الأحد الموافق 29/9/2002: قتل شخص في انفجار سيارة بالرياض اتضح أنه ألماني الجنسية. وقال مصدر مسؤول بوزارة الداخلية إن السيارة تخص رجلا ألمانيا، ولكنه استطرد قائلا: إنه لم يتضح على الفور ما إذا كان هو نفسه الشخص الذي قتل في الانفجار. وتشتبه الشرطة التي فتحت تحقيقا في الحادث أن سبب الانفجار، الذي وقع في شارع عبد الحميد الكاتب بحي السليمانية بمدينة الرياض، قنبلة كانت في سيارة الضحية وهي من طراز فورد.
- 2003 - ابريل

الولايات المتحدة تقول إنها بصدد سحب كل قواتها العسكرية من السعودية، منهية بذلك وجودا عسكريا يعود لعام 1991، ولكن البلدين يصران على انها سيبقيان حليفين.
- 12 مايو (آيار) 2003

3 سيارات مفخخة تستهدف 3 مجمعات سكنية يقطنها غربيون وعرب، في الرياض، قتل فيها 20 شخصا و194 إصابة.
وفي نفس الشهر شاهدت إحدى الدوريات الأمنية على بعد 10 كم شمال شرقي مدينة تربة على طريق (حائل ـ لينة) سيارة جيب تويوتا يستقلها شخصان متوقفة على الطريق واشتبه فيها، وعندما طلب رجال الأمن من السائق إثبات هويته فر هاربا وقام رجال الأمن بمطاردته حيث سلك طريقا صحراويا وإثناء المطاردة قام الهاربان بإلقاء قنبلة يدوية على رجال الأمن مما نتج عنه استشهاد كل من جندي أول درداح بن وقاع الشمري، والجندي سعود بن عبد الله الشمري، وإصابة الجندي فرحان بن حمود الشمري والجندي عبد الله بن مشعل الشمري.
- 3 يونيو 2003

توفي أمريكي أصيب بجروح خطيرة بالرصاص في قاعدة بحرية متأثراً بجروحه والذي كان يعمل في قاعدة الملك عبد العزيز في الجبيل المدينة الساحلية الصناعية.
- 8 نوفمبر 2003

تم تفجير مجمع المحيا السكني الذي يسكنه غالبية من المواطنين العرب والمسلمين والذي توافق مع شهر رمضان الذي يعتبر حسب النصوص الإسلامية من الأشهر الحرم التي يحرم فيها سفك الدماء. كانت حصيلة هذا الهجوم 12 قتيل و 122 جريح من الابرياء.
- 21 أبريل (نيسان) 2004

انتحاريون يستهدفون مبنى الإدارة العامة للمرور في الرياض، بسيارة مفخخة، نتج عنها مقتل 4 من رجال الأمن، بالإضافة إلى مدني، وإصابة 148 شخصا.
- 1 مايو (آيار) 2004

اقتحم مسلحون أحد المواقع الصناعية في مدينة ينبع، وقتل 5 أشخاص (أسترالي وأميركيان وبريطانيان) بالإضافة إلى رجل أمن سعودي، وإصابة 14 من زملائه.
- 29 مايو (آيار) 2004

مجموعة مسلحة تقتحم مجمع الواحة السكني في مدينة الخبر، واحتجاز 45 رهينة، وقتل العشرات من ساكنيه، قبل أن تتمكن قوات الأمن السعودي من اقتحام المبنى بعد 48 ساعة، وتحرير الرهائن.
- 6 يونيو 2004

قتل المصور التلفزيوني الأيرلندي سيمون كامبرز وأصيب زميله البريطاني فرانك غاردنر مراسل هيئة الإذاعة البريطانية (بي بي سي) لشؤون الأمن في اعتداء بحي السويدي في العاصمة السعودية الرياض.
- 6 ديسمبر (كانون الأول) 2004

محاولة اقتحام فاشلة لمبنى القنصلية الأميركية في جدة، انتهت بمقتل 3 مسلحين، وإلقاء القبض على 2 آخرين، وسقوط عدد من القتلى من غير الأميركيين.
- 29 ديسمبر (كانون الأول) 2004

عملية متزامنة، استهدفت الأولى مقر وزارة الداخلية في الرياض، عبر انتحاري فجَر سيارة، وأصيب رجل أمن عند حراسات البوابة الشرقية. والثانية استهداف مقر مركز تدريب قوات الطوارئ الخاصة في الرياض، عبر انتحاريين حاولا تفجير سيارة بالقرب من المركز، قبل أن تفجرهما السلطات الأمنية قبل دخول السيارة إلى مقر المركز.
- 18 (يونيو) 2005

اغتيل المقدم مبارك السواط من جهاز المباحث العامة في ضاحية الشرائع بمدينة مكة المكرمة على يد اثنين من الإرهابيين، أطلقوا عليه نحو 20 رصاصة من سلاح ناري.
- 24 فبراير (شباط) 2006

أحبطت السلطات الأمنية محاولة فاشلة استهدفت معامل بقيق لتكرير النفط شرقي السعودية، حيث حاول انتحاريون تفجير سيارتين كانوا يستقلانها، قبل أن تتمكن حراسات المعامل من قتلهم، كما استشهد رجلا أمن.
- 12 مايو (آيار) 2006

تعرضت القنصلية الأميركية بجدة إلى إطلاق نار من مسلح، قبل أن تتمكن سلطات الأمن من إلقاء القبض عليه، بعد أن أصابته.
كما شهدت مختلف المدن السعودية، عشرات المداهمات الأمنية والمواجهات مع الإرهابيين، نتج عنها مقتل عدد من رجال الأمن، بالإضافة إلى أعداد كبيرة من المسجلين على قائمة الإرهاب.
- 2006(يونيو/حزيران)

مقتل ستة أشخاص، قيل إنهم ينتمون إلى تنظيم القاعدة، في تبادل لإطلاق النار مع قوات الشرطة في الرياض، وذلك في سلسلة من المواجهات مع مسلحين إسلاميين في المملكة.
- 2007(فبراير/شباط)

مقتل أربعة مواطنين فرنسيين في هجوم إرهابي استهدف سائحين في منطقة مدائن صالح الأثرية الواقعة شمال غربي البلاد.
- 2007 - ابريل -

الشرطة السعودية تقول إنها قتلت في الأشهر الماضية 172 من المشتبه بهم، بعضهم تلقى تدريبا لقيادة الطائرات.
- نوفمبر 2007 :

أعلنت السلطات السعودية في نهاية نوفمبر 2007 أنه تم إلقاء القبض على 6 خلايا مكونة من 208 أشخاص كانت إحداها تخطط للهجوم على منشأة نفطية.
- مارس 2008 :

وأعلنت وزارة الداخلية السعودية في مطلع مارس 2008م عن إلقاء القبض على 28 عضواً من تنظيم القاعدة كانوا يتواصلون مع قيادات القاعدة في الخارج، ولا سيما مع الرجل الثاني في التنظيم أيمن الظواهري لإعادة بناء خلاياه في المملكة.
بينما شهد عام 2009 محاولة اغتيال فاشلة للأمير محمد بن نايف مساعد وزير الداخلية السعودية (سابقا)، حيث نفذها عبد الله طالع العسيري الذي كان يشكّل الرقم 85 على قائمة المطلوبين أمنيا، واستخدم فيها تقنية الجوال في محاولة الاغتيال الفاشلة قبل أن يقتل.
أيضا في عام 2009 شهد أحد المنافذ الحدودية في منطقة جازان، مواجهة مع تنظيم القاعدة حينما حاول اثنان من المدرجين على قائمة الـ85 التسلل إلى الأراضي السعودية متنكرين بزي نسائي قبل أن تجهز عليهما السلطات الأمنية.
- يونيو 2010 :

دعا الرجل الثاني في تنظيم قاعدة الجهاد في جزيرة العرب سعيد الشهري مؤيدي القاعدة، إلى خطف امراء سعوديين ووزراء ورعايا غربيين في المملكة، ردا على اعتقال الناشطة في التنظيم هيلة القصير، في القصيم شمال الرياض.
- الأربعاء 9 يونيو/حزيران 2011 :

أعلن المتحدث الامنى لوزارة الداخلية السعودية مساء يوم (الأربعاء) أن الشخص الذي قتل رجلى الأمن السعوديين وأصاب ثالث على الحدود مع اليمن والذي ثم قتله في العملية، يدعى «عبد الله بن عبد الرحمن بن صالح الصايل» وهو سعودي الجنسية سبق وان تمت إدانته لتورطه بأنشطه الفئة الضالة إشارة إلى تنظيم القاعدة وقد أطلق سراحه بعد تنفيذ العقوبة المقررة، وذلك حسبما ذكر بيان للداخلية السعودية.
- 5 نوفمبر 2012

قتل اثنين من أفراد حرس الحدود في كمين نُصب لإحدى الدوريات الأمنية بمحافظة شرورة جنوب البلاد على الحدود مع اليمن.
- فبراير 2013 :

بدأ محاكمة بعض المنتمين للقاعدة في السعودية ومنهم مثلت أمام المحكمة المتخصصة في أمن الدولة والإرهاب، الثلاثاء المنصرم، ثاني سيدات تنظيم القاعدة، والتي كانت موقوفة لدى سلطات الأمن.
ونقلت صحيفة الوطن السعودية الصادرة اليوم الأحد عن مصادر قضائية قولها، إن السيدة الثانية في التنظيم جرت محاكمتها منفردة، إلا أنها لم توضح مجريات سير المحاكمة.
وذكرت المصادر أن السيدة التي مثلت أمام القضاء السعودي، ورد اسمها ضمن مطالب خاطفي نائب القنصل السعودي في محافظة عدن اليمنية عبد الله الخالدي، المنتمين لتنظيم القاعدة.
في المقابل، جرت أيضاً محاكمة أحد المنتمين للتنظيم الأسبوع الماضي، ورد اسمه هو الآخر خلال الاتصال الذي أجراه المطلوب الشدوخي بسفير الرياض بصنعاء، مطالباً إياه بتسليمه للتنظيم في اليمن مقابل الإفراج عن نائب القنصل السعودي باليمن الذي لا يزال مختطفاً لدى تنظيم القاعدة هناك.
- 3 (يوليو) 2014

شهد منفذ الوديعة على الحدود السعودية اليمنية أعمالا إرهابية تبنتها تنطيم القاعدة وذلك بيوم الجمعة نهار رمضان حيث قاموا خمس اشخاص من القاعدة بتبادل النار مع رجال حرس الحدود، فيما هرب 3 من تنظيم القاعدة وبقي اثنان داخل غرفه حيث هبو رجال الحدود إلى القبض عليهم، وفاجئوهم باحزمه ناسفه وتفجير انفسهم، وقد توفي 5 من رجال الحدود فيما تم قتل 3 اشخاص من تنظيم القاعدة وإلقاء القبض على احدهم.
- 1 كانون الأول (ديسمبر) 2015 : أصدر تنظيم القاعدة في جزيرة العرب بيان يتوعد ويحذر الحكومة السعودية بشن هجمات في اراضيها في حالة تنفيذ أحكام الإعدام بحق أفراد يتجاوز عددهم ال50 شخص متورطون في أعمال عنف في السعودية ومن بينهم أفراد في التنظيم [10]
- 2 آذار/مارس 2016 : أعلن العميد أحمد العسيري مستشار وزير الدفاع السعودي والمتحدث الرسمي باسم التحالف العربي في اليمن اللذي تقوده السعودية بأن قوات التحالف قصفت مخازن أسلحة متوسطة وثقيلة تابعة لتنظيم القاعدة في جزيرة العرب في مدينة المكلا مركز محافظة حضرموت.[11]
- 7 أبريل 2019: اعترضت الجهات الأمنية السعودية أربعة مطلوبين أمنيا باتجاه طريق أبو حدرية وجرى تبادل لإطلاق النار نتج عنه - بحسب بيان لرئاسة أمن الدولة السعودية - مقتل ماجد علي عبد الرحيم الفرج، ومحمود أحمد علي آل زرع والقبض على الاثنين الآخرين، وإصابة امرأة بحرينية وسائق صهريج باكستاني واثنين من رجال الأمن.[12]
- 21 أبريل 2019: قتل أربعة إرهابيين نفذوا هجوما على مركز مباحث الزلفي (شمال منطقة الرياض).[13][14]
- 22 أبريل 2019: أعلنت رئاسة أمن الدولة السعودية القبض على خلية إرهابية تضم 13 عنصرا ينتمون لداعش.[15]
- 11 مايو 2019: أعلنت رئاسة أمن الدولة القضاء على خلية إرهابية في حي سنابس ببلدة تاروت في محافظة القطيف مكونة من 8 عناصر كانت تعتزم استهداف منشآت حيوية ومواقع أمنية.[15]

## حزب الله السعودي
حزب الله الحجاز أو حزب الله السعودي هو الذراع العسكري لمنظمة الثورة الإسلامية في شبه الجزيرة العربية وهي منظمة سياسية إسلامية شيعية معارضة لنظام الحكم الموجود في المملكة العربية السعودية أسسها معارضين سعوديين مسلمين شيعة بدعم من إيران وسوريا وحزب الله اللبناني 

## إرهاب العوامية
إرهاب العوامية  هي سلسلة من الأحداث الإرهابية التي حدثت في بلدة العوامية التابعة لمحافظة القطيف شرق المملكة العربية السعودية، والتي يقطنها أغلبية شيعية، بدأت بوادر هذه الأحداث بالظهور مع الربيع العربي وبداية الاحتجاجات السعودية 2011 م، وبعد محاضرات وخطب قام بها بعض رجال الدين ضد حكومة المملكة العربية السعودية خصوصاً الخطب التي قام بها نمر النمر الذي قبضت عليه السلطات السعودية في 8 يوليو 2012م والذي اعدم. وتستهدف هذه الأحداث الإرهابية غالباً رجال الأمن كما أستهدفت إيضاُ بعض المواطنين والمقيمين بالمملكة وبعثة دبلوماسية ألمانية.
وقد صرح المتحدث الأمني لوزارة الداخلية اللواء منصور التركي أن تلك العمليات والأحداث هي محاولات لجر رجال الأمن لمواجهة مع المواطنين في بلدة العوامية ووضع رجال الأمن في مواقف ليبادروا بإطلاق النار وتعريض سلامة المواطنين للخطر ثم اتهام رجال الأمن بأي نتائج تترتب على ذلك وفي الحقيقة كل الاعتداءات التي قاموا بها هي اعتداءات إرهابية.

## داعش في السعودية
هي الهجمات اللتي نفذها أو تبناها تنظيم الدولة الإسلامية في المملكة العربية السعودية عبر ما أطلق عليه ولايات تحمل اسم ولاية نجد، ولاية الحجاز، ولاية البحرين

## الإرهاب اليساري القومي المتطرف
تفجيرات السعودية هي تفجيرات وقع في نهاية عام 1966 وفي بداية عام 1967 في المملكة العربية السعودية ووقعت التفجيرات في أماكن متفرقة من العاصمة الرياض والمنطقة الشرقية وقامت بها جماعة يسارية سعودية معارضة تسمي نفسها اتحاد شعب الجزيرة العربية

## جماعة جهيمان

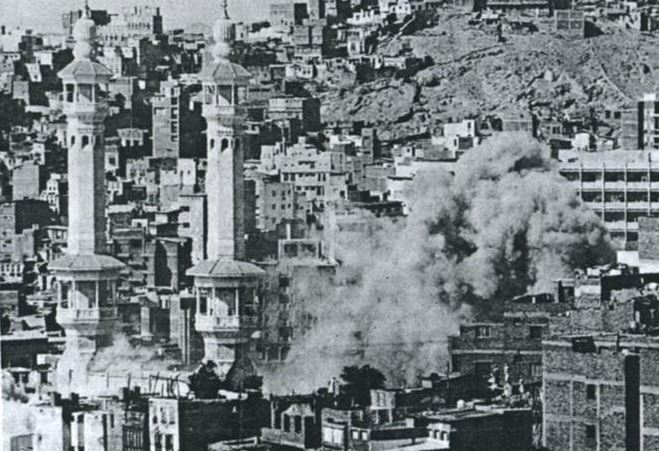

حادثة الحرم المكي بدأت أحداثها فجر يوم 1 محرم 1400 الموافق 20 نوفمبر 1979، حين استولى أكثر من 200 مسلح على الحرم المكي وهو من مقدسات المسلمين، مدعين ظهور المهدي المنتظر، وذلك إبان عهد الملك خالد بن عبد العزيز. هزت العملية العالم الإسلامي برمته، فمن حيث موعدها فقد وقعت مع فجر أول يوم في القرن الهجري الجديد، ومن حيث عنفها فقد تسببت بسفك للدماء في باحة الحرم المكي، وأودت بحياة بعض رجال الأمن والكثير من المسلحين المتحصنين داخل الحرم. حركت الحادثة بسرعة مشاعر الكثير من المسلمين وجميع المسلمين شجبوها وأنكروها ووقفوا ضدها.

## اقرأ أيضا
- قائمة الحوادث الإرهابية في السعودية
- قوائم المطلوبين في السعودية
- قائمة المنظمات الإرهابية في السعودية
- المقاتلين السعوديين في الخارج
- اعتداءات إرهابية على المصالح السعودية